# Eric Halfvarson
Eric Halfvarson (* 1. Dezember 1951 in Aurora, Illinois) ist ein US-amerikanischer Opernsänger (Bass).

## Leben
Halfvarson gilt international als einer der führenden Interpreten der dunkelsten Basspartien von Verdi und Wagner. Zu seinen wichtigsten Verdi-Rollen zählen Philipp II. und Großinquisitor in Don Carlos, der Sparafucile im Rigoletto, der Banco im Macbeth und der Ramphis in Aida, sowie das Bass-Solo im Requiem, zu den wichtigsten Wagner-Partien der Daland im Fliegenden Holländer, Heinrich der Vogler im Lohengrin, Veit Pogner in den Meistersingern von Nürnberg, Fasolt und Fafner in Rheingold und Siegfried, Hunding in der Walküre und Hagen in der Götterdämmerung, sowie Klingsor und Gurnemanz im Parsifal. Weitere zentrale Rollen Halfvarsons sind der Komtur in Mozarts Don Giovanni, sowie Sarastro und Sprecher in dessen Zauberflöte, der Méphistophélès in Gounods Faust, der Baron Ochs auf Lerchenau im Rosenkavalier von Hofmannsthal und Strauss, sowie der Fürst Juri Wsewolodowitsch in Rimski-Korsakows Skazanije o nevidimom grade Kiteže i deve Fevronii und der John Claggart in Brittens Billy Budd. Insgesamt umfasst sein Repertoire 136 Rollen.
Der Sänger debütierte 1973 als Basilio in Rossinis Il barbiere di Siviglia im Rahmen der Lake George Opera Tour und wurde schließlich an die bedeutendsten Opernhäuser der Welt eingeladen. Er sang und singt an der Metropolitan Opera in New York (seit 1993), der Bayerischen Staatsoper in München (seit 1995), der Wiener Staatsoper (seit 1998) und am Royal Opera House Covent Garden in London (seit 2000), gastierte in Chicago, Dallas, Houston, Washington, Santa Fe, San Francisco und Los Angeles, Barcelona, Berlin, Budapest, Buenos Aires, Palermo, Paris, Tokio und Venedig, bei den Proms in London (erstmals 1988), den Bayreuther Festspielen (erstmals 1994), dem Edinburgh Festival (erstmals 1999) und den Salzburger Festspielen (2013). 2017 feierte er sein Debüt an der Mailänder Scala als Großinquisitor in Verdis Don Carlo.
Halfvarson sang in konzertante Aufführungen von Bartóks Herzog Blaubarts Burg mit der New World Symphony in Miami unter Michael Tilson Thomas, er sang Oratorien und Chor-Orchesterwerke mit dem Chicago Symphony Orchestra, dem Boston Symphony Orchestra, dem London Philharmonia Orchestra und dem Concertgebouw-Orchester in Amsterdam.
Seit 2008 unterrichtet Halfvarson regelmäßig an amerikanischen, französischen, spanischen und italienischen Ausbildungsinstituten.